# سوآرز (تولیما)
سوآرز (انگلیسی: Suárez, Tolima) نام یک منطقه مسکونی در کلمبیا است.